# Домновское сельское поселение
Домновское се́льское поселе́ние — упразднённое муниципальное образование в Правдинском районе Калининградской области Российской Федерации.
Административный центр — посёлок Домново.

## География
Площадь поселения составляла 17270 га, из них сельскохозяйственные угодья занимали 8952 га.

## История
Домновское сельское поселение образовано 1 января 2006 года в соответствии с законом Калининградской области № 476 от 21 декабря 2004 года. В его состав вошла территория Домновского сельского округа.
Законом Калининградской области от 27 апреля 2015 № 418, 1 января 2016 года все муниципальные образования Правдинского района — «Правдинское городское поселение», «Железнодорожное городское поселение», «Домновское сельское поселение» и «Мозырьское сельское поселение» — были преобразованы, путём их объединения, в Правдинский городской округ.

## Население
| 2002 | 2010  | 2012  | 2013  | 2014  | 2015  |
| ---- | ----- | ----- | ----- | ----- | ----- |
| 2430 | ↗2859 | ↗2984 | ↗3007 | ↗3053 | ↗3088 |

## Состав сельского поселения
| №  | Населённый пункт | Тип населённого пункта          | Население |
| -- | ---------------- | ------------------------------- | --------- |
| 1  | Алехино          | посёлок                         | ↗15       |
| 2  | Гончарово        | посёлок                         | ↗63       |
| 3  | Грушевка         | посёлок                         | →1        |
| 4  | Домново          | посёлок, административный центр | ↗820      |
| 5  | Ермаково         | посёлок                         | ↗334      |
| 6  | Зайцево          | посёлок                         | ↘208      |
| 7  | Знаменское       | посёлок                         | ↘110      |
| 8  | Каштаново        | посёлок                         | ↗260      |
| 9  | Климовка         | посёлок                         | ↘41       |
| 10 | Кошевое          | посёлок                         | ↘16       |
| 11 | Лесное           | посёлок                         | ↘26       |
| 12 | Малиновка        | посёлок                         | ↘55       |
| 13 | Нагорное         | посёлок                         | ↘0        |
| 14 | Поддубное        | посёлок                         | ↘70       |
| 15 | Привольное       | посёлок                         | ↘60       |
| 16 | Пруды            | посёлок                         | ↗54       |
| 17 | Пчелино          | посёлок                         | ↘13       |
| 18 | Раздольное       | посёлок                         | ↘12       |
| 19 | Рощино           | посёлок                         | ↘131      |
| 20 | Свободное        | посёлок                         | ↗17       |
| 21 | Седово           | посёлок                         | ↘7        |
| 22 | Солдатово        | посёлок                         | ↘135      |
| 23 | Соловьёво        | посёлок                         | ↗37       |
| 24 | Сосновка         | посёлок                         | ↗68       |
| 25 | Филипповка       | посёлок                         | ↗182      |
| 26 | Черемухово       | посёлок                         | ↗68       |
| 27 | Чистополье       | посёлок                         | ↗33       |
| 28 | Ягодное          | посёлок                         | ↘23       |

## Социальная сфера
На территории, относившейся к поселению, находились 2 средние школы.

## Памятники
- Братские могилы советских воинов, погибших в 1945 году в посёлках Домново, Зайцево, Филипповка.
- Памятник погибшим в сражении в 1807 году в Домново.